# Saint-Just-Malmont
Saint-Just-Malmont település Franciaországban, Haute-Loire megyében. Lakosainak száma 4220 fő (2022. január 1.). Saint-Just-Malmont Le Chambon-Feugerolles, Firminy, Jonzieux, Saint-Romain-les-Atheux, Saint-Didier-en-Velay, Saint-Ferréol-d’Auroure és Saint-Victor-Malescours községekkel határos.

## Népesség
A település népessége az elmúlt években az alábbi módon változott:
| Lakosok száma | 2346 | 2885 | 3668 | 4152 | 4158 | 4147 | 4194 | 4225 | 4240 | 4220 |
|               | 1968 | 1982 | 1990 | 2006 | 2013 | 2015 | 2017 | 2019 | 2020 | 2022 |